# Bitwa nad Sha He
Bitwa nad Sha He (Sha He – rzeka należąca do dorzecza Liao He, w północno-wschodnich Chinach) – starcie zbrojne, które miało miejsce w dniach 5–17 października 1904 w trakcie wojny rosyjsko-japońskiej.
Po nieudanej dla wojsk rosyjskich bitwie pod Liaoyang Armia Mandżurska (dowódca gen. Aleksy Kuropatkin) odstąpiła w rejon Mukdenu. Armie japońskie: 1.; 2.; 4., (do 150 tys. bagnetów i szabli, 648 dział, 18 karabinów maszynowych) pod dowództwem marszałka Iwao Oyamy zajęły pozycje na północ od rzeki Taizi He. Po otrzymaniu posiłków i osiągnięciu stanu 195 tys. żołnierzy (faktycznie 150 tys.; bez 6. Korpusu Syberyjskiego, który podszedł pod koniec bitwy, 19 tys. kawalerii, 758 armat i 32 karabiny maszynowe) gen. Kuropatkin, realizując wolę cara, zdecydował się przejść do natarcia, aby udzielić pomocy okrążonemu i broniącemu się Port Artur oraz osiągnąć przełom w przegrywanej wojnie.
Operacja nie była przygotowana właściwie; nie zabezpieczono tajemnicy jej przygotowania, źle wybrano kierunek głównego uderzenia (przez góry), niewłaściwie dokonano podziału sił i środków, nie było map rejonu operacji. Japończycy dowiedziawszy się o przygotowywanej operacji, postanowili w czasie natarcia odeprzeć wojska rosyjskie, wykrwawić je i przejść do kontruderzenia.
W dniu 5 października 1904 rozpoczęło się natarcie wojsk rosyjskich w celu zajęcia północnego brzegu rzeki Taizi. Główne uderzenie wykonywano lewym skrzydłem (Oddział Wschodni gen. A. Sztakelberga; 1/6 sił) przez góry, w celu rozbicia prawego skrzydła przeciwnika. Prawe skrzydło (Oddział Zachodni gen. A. Wilterlinga; 1/4 sił) wykonywało uderzenie pomocnicze na Liaoyang. Gen. Kuropatkin pozostawił znaczne siły w rezerwie (1/4 sił) i dla ochrony tyłów (1/6 sił). Natarcie przesuwało się powoli, dopiero pod koniec 6 października wojska prawego skrzydła osiągnęły rzekę Sha He, a lewe skrzydło podeszło do pozycji przednich przeciwnika. Ataki Oddziału Wschodniego na 1. Armię japońską na przełęczach nie osiągnęły powodzenia i przyniosły duże straty. 10 października 2. i 4. Armie japońskie przeszły do kontruderzenia i 12 października zmusiły do wycofania Oddział Zachodni za Sha He. 13 października zaczął wycofywać się także Oddział Wschodni. 14 października wojska japońskie próbowały rozwijać natarcie lewym skrzydłem, jednak zostały odparte. Wykrwawione wojska (Rosjanie ok. 40 tys. strat, Japończycy, według własnych danych, ok. 20 tys.) przeszły do obrony. Utworzył się 60 kilometrowy front koło Mukdenu.